# Carl Peyer
Carl Peyer, eigentlich Karl Peierl (* 25. Mai 1949 in Söchau), ist ein österreichischer Musiker des Austropop.

## Leben
Der gebürtige Steirer begann 1964 mit der Band Picadilly Group und sang dann bei Magic 69 mit Günter Timischl, bevor er seine Solokarriere begann. Carl Peyer lebt heute in Söchau und arbeitete bis August 2013 als Schuldirektor und Lehrer in Ilz. Die von ihm gesungene Ballade Romeo und Julia wurde von Thomas Spitzer und Nino Holm geschrieben und von Boris Bukowski produziert.

## Diskografie

### Alben
- 1987: C.P.
- 1989: Hart und zart
- 1990: Träume & Abenteuer
- 1992: Natürlich
- 1994: Carl Peyer
- 2000: Mein Glashaus der Gefühle
- 2005: Hits und Raritäten
- 2006: Wahnsinnsg’fühl
- 2011: Beziehungsvoll
- 2015: Du bist mein Leben

### Singles
- 1985: Seifenblasen (als Karl Peierl)
- 1987: Romeo und Julia
- 1987: Du bist wie a Wunder
- 1987: Leb’ dei Leb’n
- 1988: Ganz ohne di
- 1988: Das lern’ i nie
- 1988: Aufgeben
- 1989: I hol’ dir die Stern
- 1989: Von Amsterdam nach Athen
- 1989: Lilla Lisa
- 1990: Sandy
- 1991: Trotzdem halt ma zamm
- 1992: Gemeinsam statt einsam (mit Gisi Hafner)
- 1995: I war besser dran
- 2002: I Wanna Love You (mit Rose Visions)
- 2008: A jeder Mensch braucht sei Daham (mit Jazz Gitti)
- 2009: Kan Himmel, kan Stern
- 2010: Nie wieder
- 2011: Meine Liebe - My Love - Mon amour
- 2013: Liebe ist
- 2013: House of the Rising Sun
- 2016: Du bist für mich der Himmel
- 2019: A langer Weg